# 佛罗里达跨海铁路
佛罗里达跨海铁路（英語：Florida Overseas Railroad），又称基韦斯特延长线（英語：Key West Extension），是佛罗里达东海岸铁路自佛罗里达半岛南端霍姆斯特德延伸至佛罗里达礁岛群最南端基韦斯特的一段铁路。20世纪初，美国实业家亨利·弗拉格勒力排众议，决心将铁路从迈阿密延伸至基韦斯特，以连接巴拿马运河带来的贸易机遇。这项浩大工程历时7年，耗资5000万美元（相当于2019年的12.5亿美元），动用了1700万立方米的建材和4000多名工人。施工期间三度遭遇飓风袭击，最终在1912年完成了这条被誉为“世界第八大奇迹”的铁路。
1935年劳动节飓风以近300公里/小时风速重创佛罗里达礁岛群，虽然铁路主体结构幸存，但高昂的维护成本迫使佛罗里达东海岸铁路以64万美元将铁路售予佛罗里达州政府。1938年，铁路被改造成跨海公路，原桥梁逐渐被新桥替代。1979年，包括长礁大桥、七哩桥和巴伊亚宏达铁路桥在内的三座最具历史价值的铁路桥被列入国家史迹名录。2004年，剩余的20座历史桥梁与跨海公路被整体列入国家史迹名录。

## 历史

### 从设想到纸面规划
佛罗里达跨海铁路的构想，最早可追溯至19世纪初美国铁路时代的萌芽期。1822年1月19日，当美国商人约翰·W·西蒙顿（John W. Simonton）以2000披索从西班牙人胡安·帕布罗·萨拉斯（Juan Pablo Salas）手中购得基韦斯特岛时，这座偏远的珊瑚岛还只是加勒比海贸易网络中的一个小节点。然而，其战略位置很快引起关注。1829年12月29日，美国海军准将大卫·波特（David Porter）在致海军部长的信中，将基韦斯特比作“墨西哥湾的直布罗陀”，凸显其军事与商业潜力。
1831年，《基韦斯特公报》（Key West Gazette）首次提出用铁路连接佛罗里达礁岛群与美國本土的设想。这一提议与当时美国海军军官马修·佩里（Matthew Perry）的观点不谋而合——佩里早在1822年占领基韦斯特时，便主张将其建设为重要海军基地。1835年，新创刊的《基韦斯特问询报》（Key West Enquirer）进一步呼吁修建一条“从基韦斯特延伸至华盛顿特区乃至纽约”的铁路，尽管此时北美铁路总里程尚不足百英里，这一构想已显露出超前的野心。
19世纪中叶，随着佛罗里达州的开发，铁路计划逐渐变得明确。1850年代，佛罗里达州首位联邦参议员、基韦斯特人史蒂芬·马洛里（Stephen R. Mallory）在美国国会积极游说，强调铁路对连接这座“美洲直布罗陀”的价值。南北战争后，铁路技术的发展和古巴贸易的兴起为构想注入了新动力。1866年1月2日，佛罗里达州政府授予国际海洋电报公司（International Ocean Telegraph Company）独家经营权，要求其建立基韦斯特与古巴的通信线路。该公司工程师J.C.贝利（J.C. Bailey）在勘测中首次系统评估了铁路建设的可行性。1870年10月17日，大南方铁路公司（Great Southern Railroad）成立，计划建设从佐治亚州米伦延伸至基韦斯特的铁路，但因资金短缺未能实现。1883年，南北战争名将约翰·布朗·戈登（John B. Gordon）获得特许权，却因工程浩大中途放弃。

### 时代机遇与战略野心
与此同时，实业家亨利·弗拉格勒（Henry M. Flagler）开始悄然布局。1885年，他收购了杰克逊维尔、圣奥古斯丁和哈利法克斯河铁路（Jacksonville, St. Augustine and Halifax River Railway），并买下佛罗里达州的部分土地，为其酒店帝国铺设供应链。1891年，弗拉格勒与佛罗里达州参议院议长杰斐逊·比尔·布朗（Jefferson B. Browne）会晤，讨论铁路延伸至基韦斯特的可行性。布朗于1896年在《国家地理》发表《乘坐铁路穿越墨西哥湾至基韦斯特》一文，预言这条铁路将成为“人类最伟大的工程之一”。此时，弗拉格勒已将旗下铁路公司更名为佛罗里达东海岸铁路，并于1893年4月29日获得州议会授权，正式启动跨海铁路工程的前期准备。
1898年美西战争爆发，坦帕湾因深水港优势成为美军集结地，而基韦斯特的潜力尚未释放。1902年6月28日，美国国会授权西奥多·罗斯福总统收购巴拿马运河权益，这一事件深刻影响了跨海铁路的规划。随着巴拿马运河计划公布，弗拉格勒意识到：只有将铁路延伸至深水港，才能让佛罗里达东海岸参与未来的全球贸易。
1902年夏天，亨利·弗拉格勒派遣一支由年轻工程师组成的勘察队深入迈阿密以南的荒野，探索铁路延伸至基韦斯特的可能性。在26岁的勘测工程师威廉·J·克罗姆（William J. Krome）的带领下，团队考察了两条可能的路线：一条穿越大沼泽地至赛布尔角，再横跨33英里的佛罗里达湾抵达大松礁；另一条则经由“狭窄水道”（The Narrows）穿越拉戈岛至伊斯拉摩拉的龟港（Turtle Harbor）。然而，两条路线均因工程难度过高或成本过大而被否决。最终，弗拉格勒决定采用最冒险但最具可行性的方案——沿佛罗里达礁岛群链铺设铁路，但这意味着要在汹涌的海浪与飓风威胁中建造数百座桥梁与堤道。
这一决策的背后，是弗拉格勒近乎固执的决心。1904年，时年75岁的他召见副总裁约瑟夫·R·帕罗特（Joseph R. Parrott），只问了一个问题：“从工程角度看，这条铁路能建成吗？”在得到肯定答复后，弗拉格勒仅回应：“很好，那就动工吧，去基韦斯特。”这一简短指令开启了美国铁路史上最艰巨的工程之一。1904年7月26日，弗拉格勒任命约瑟夫·卡罗尔·梅雷迪思（Joseph Carroll Meredith）为总工程师，负责这一浩大工程。梅雷迪思是印第安纳州著名的桥梁专家，曾为墨西哥坦皮科建造港口码头，经验丰富。1905年1月，弗拉格勒亲自乘船考察铁路路线，并在基韦斯特与当地领袖会晤，以确保项目获得支持。同年，勘测团队完成了群岛水域的航道测绘，最终确定了铁路的具体走向。

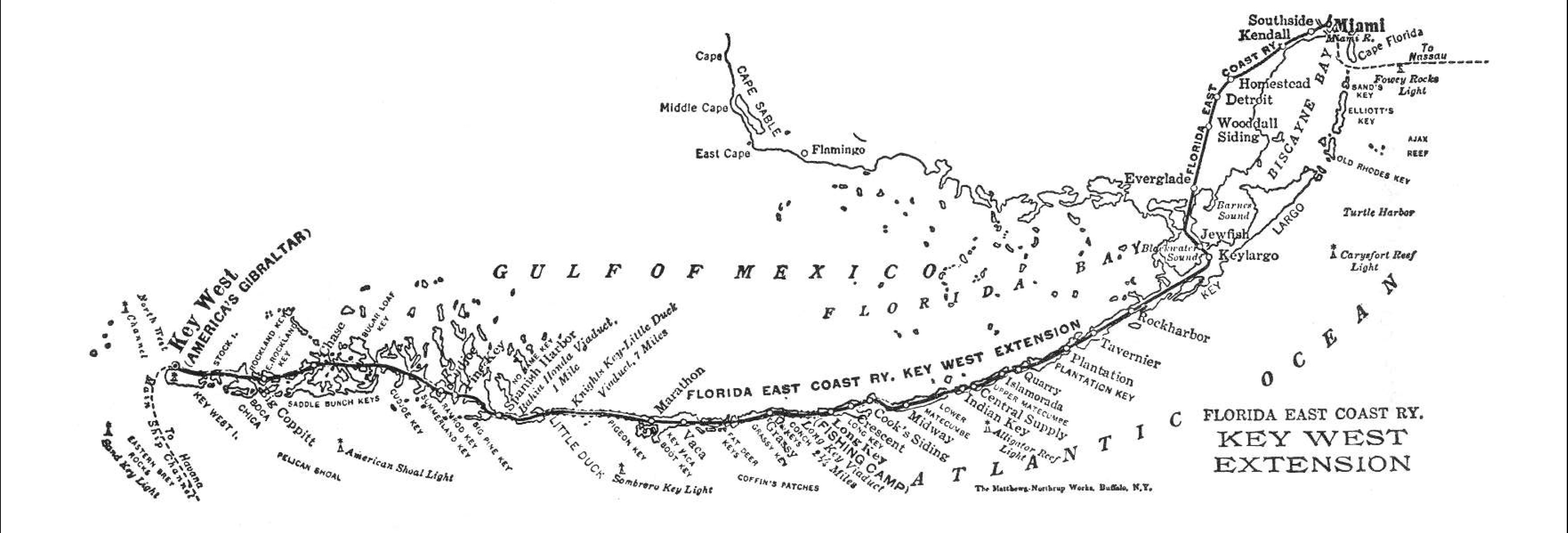
佛罗里达跨海铁路之路线示意图

### 跨海铁路的建设历程

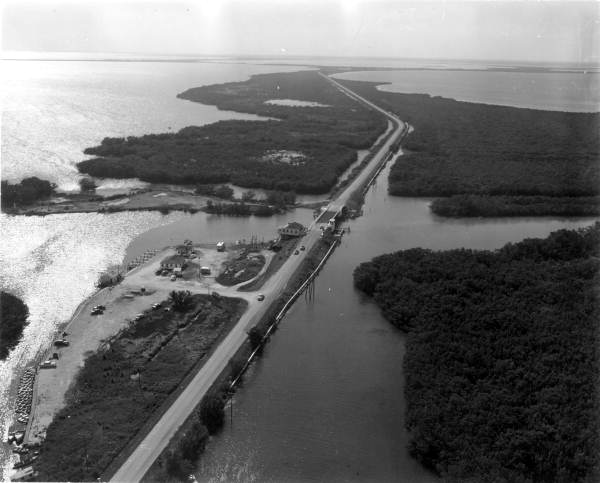
1909年，刚建成的久菲什溪大桥

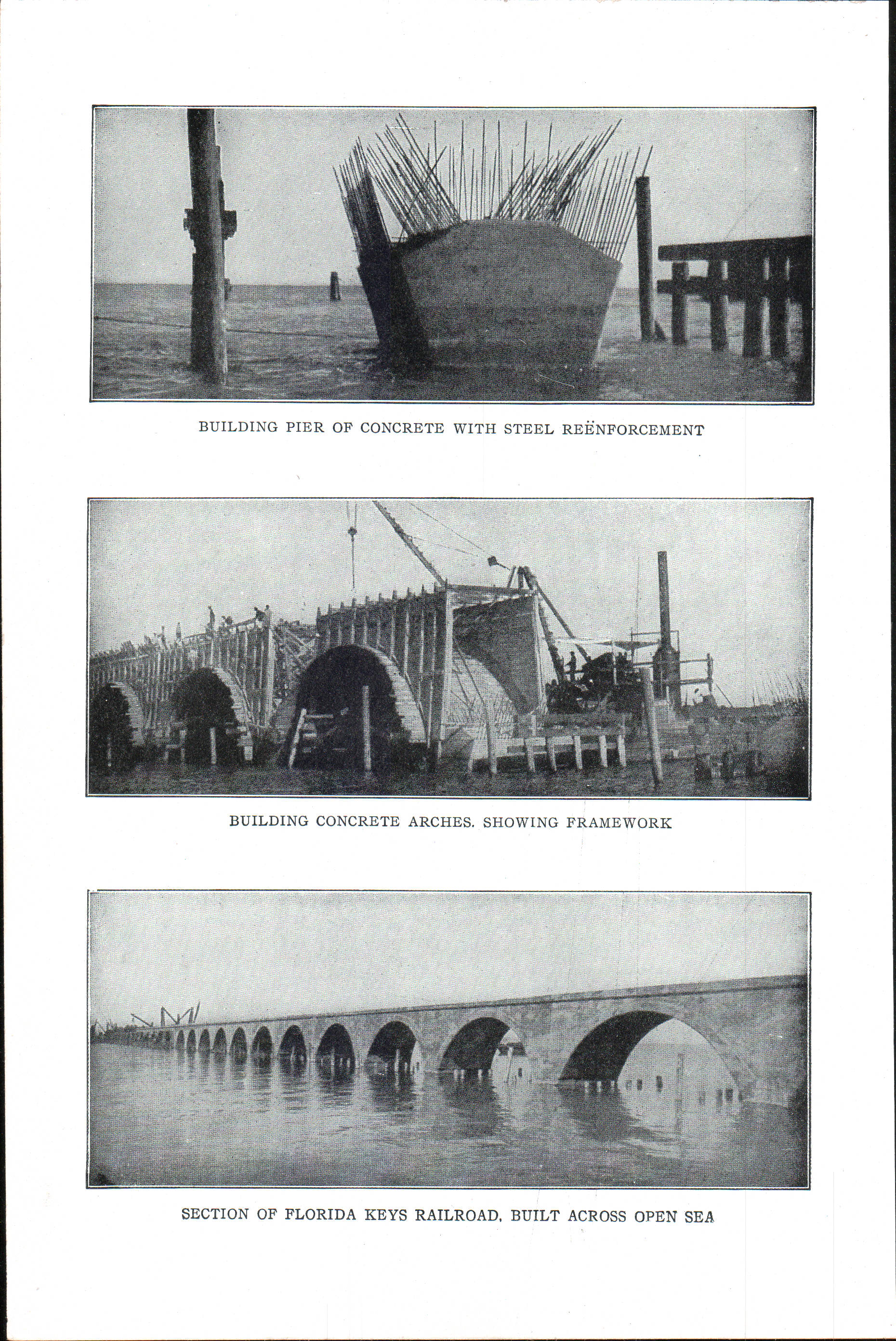
跨海铁路桥梁的施工过程

1905年6月28日，《纽约先驱报》报道了74岁的亨利·弗拉格勒的雄心壮志——将铁路延伸至基韦斯特，并连接巴拿马运河贸易。同年7月31日，迈阿密《大都会报》（Miami Metropolis）正式确认了这一计划。1905年11月2日，佛罗里达跨海铁路在基韦斯特破土动工，而与此同时，工人们开始在瓦卡礁以西两英里处搭建10号营地（Camp No.10），这里后来发展成马拉松市。1906年2月22日，铁路公司在斯托克岛与基韦斯特之间建成了一座12英尺宽的桥梁，即后来的“牛礁桥”（Cow Key Bridge），首次实现了基韦斯特与外围岛屿的陆路连接。然而，一场飓风于同年10月17日袭击当地，尤其是长礁的施工区域遭受严重破坏。飓风吹翻了一艘工人居住的船屋，造成164人死亡、81人受伤的惨剧。这场灾难让许多人质疑这一工程是“弗拉格勒的愚蠢之举”（Flagler's Folly），但弗拉格勒并未退缩。
1907年2月5日，久菲什溪吊桥在历经艰难安装后终于投入使用。同年秋季，斯托克岛的路基铺设完成，铁路继续向南推进。1908年1月22日，弗拉格勒亲自乘坐工程列车从迈阿密出发，穿越刚刚完工的长礁大桥，抵达骑士礁码头，此时铁路已延伸至距离霍姆斯特德83英里的位置。骑士礁码头于2月6日正式开放，成为连接美国本土与古巴哈瓦那的重要枢纽。铁行轮船公司（P&O）的蒙托克号轮船（Montauk）开始每日往返于骑士礁、基韦斯特和哈瓦那之间，使这里成为一时繁荣的入境口岸，甚至设有海关和邮局。1908年4月，工人们在布特礁（今马拉松市附近）建成了机车维修车间设施。同年秋季，弗拉格勒将长礁的工人营地改造为长礁钓鱼营地（Long Key Fishing Camp），吸引北方的冬季游客前来体验“荒野露营”，参与者包括著名作家赞恩·格雷。
1909年4月20日，在连续五年无休的奋战后，总工程师梅雷迪思猝然离世。接替梅雷迪思的是最初的勘测负责人威廉·克罗姆。这位从伊利诺伊大学与康奈尔大学毕业的工程师，曾参与密苏里等地的铁路建设。克罗姆面临的挑战空前巨大：铁路需跨越128英里的海域，途经42座主要岛屿，建造17座大型钢梁桥和无数混凝土高架桥。最艰巨的工程是七哩桥（Seven Mile Bridge），它必须经受住墨西哥湾的狂风与洋流冲击。克罗姆的团队采用创新技术，如使用预制混凝土桩和沉箱法，以对抗珊瑚礁地基的不稳定性。1912年1月22日，铁路终于抵达基韦斯特。整条铁路全长128英里，其中37英里跨越开阔海域，包含42座主要岛屿、29座混凝土高架桥、6座钢混结构桥梁和3座可开启式吊桥。

### 建设过程中面临的挑战

#### 人力资源的困境
招募合适的工程师和施工人员是工程初期最棘手的问题之一。由于项目规模庞大，需要从全球各地筛选经验丰富的工程师和监工，许多曾参与其他大型工程的人才被吸纳进来。然而，普通工人和技术工人的招募同样困难重重。铁路公司在北方报纸刊登广告，并在纽约、费城等城市设立招募机构，五六年内先后从纽约等地引进了超过4万名工人，但施工现场的总人数从未超过5,000人。这些工人流动性极高，有的坚持工作数年，有的仅停留几天便离开。
招募过程中还发生过戏剧性的事件。一群从纽约招募的意大利工人抵达迈阿密后，拒绝继续前往基韦斯特，甚至爆发了骚乱。总工程师梅雷迪思不得不承诺将他们送回纽约，这场风波导致铁路公司此后不再大规模从纽约招募意大利劳工。相比之下，来自加勒比海开曼群岛的工人则是最可靠的劳动力之一。他们每年一月乘渔船抵达，工作到圣诞节前两周才集体返乡。这些工人多为英国与西印度混血，尤其擅长水上作业，成为工程队伍的中坚力量。
此外，来自西班牙西北部和梅诺卡岛的工人主要负责普通劳动和船舶维修，而美国本土招募的工人则鱼龙混杂，甚至包括原本从事律师、医生、艺术家等各行各业的人。许多人只是为了一趟免费的佛罗里达之旅而签约，拿到工资后便酗酒或逃离，导致劳动力极不稳定。甚至有一次，铁路公司因工人投诉被联邦法院起诉，尽管最终胜诉，但这场风波凸显了人力资源管理的复杂性。

#### 恶劣的自然环境

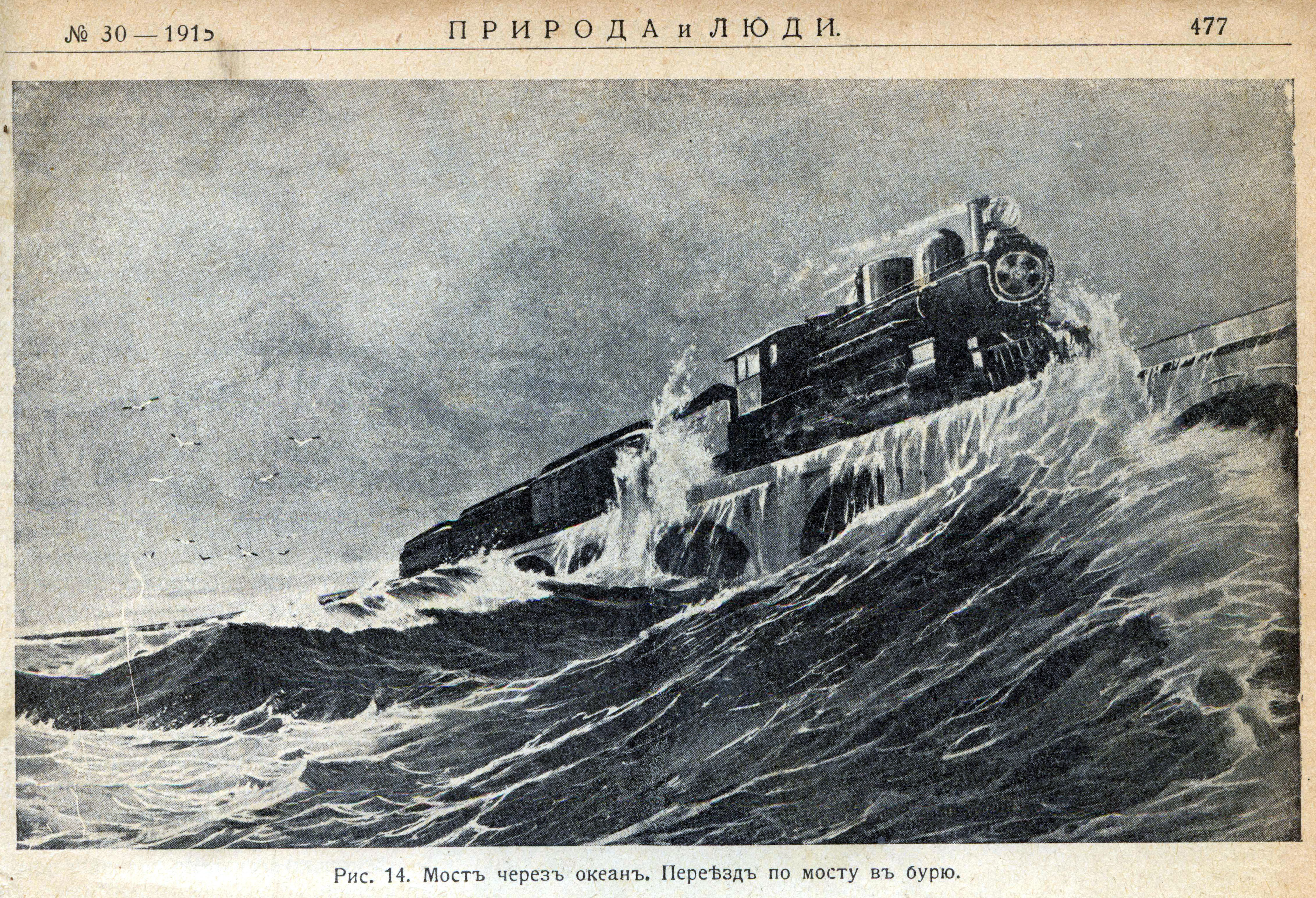
1915年，沙俄杂志《自然与人》报道风暴中的佛罗里达跨海铁路

蚊虫肆虐是当地工人最大的噩梦之一。热带地区的沙蝇和蚊子全年无休，尤其是在雨季，它们让工人的生活苦不堪言。尽管营地、办公室和食堂都安装了纱窗，并大量使用除虫菊粉和熏烟，但蚊虫的繁殖速度远超控制能力。许多工人因无法忍受叮咬而选择离开，直到一场飓风用海水淹没了淡水繁殖地，才暂时缓解了蚊患。
飓风是另一个致命威胁。1906年、1909年和1910年的三次强飓风均对工程造成了严重打击。1906年的飓风摧毁了长礁的施工设备，一艘居住着150名工人的船屋被巨浪吹翻，约100人丧生。1909年的飓风导致一艘拖船在巴伊亚宏达海峡倾覆，13人遇难，仅一人生还。1910年的飓风虽被当地人称为“史上最严重”，但由于工程师们吸取了前两次的教训，提前将设备转移至避风运河，仅一人遇难。这些飓风不仅延误了工程进度，还增加了数百万美元的成本。
淡水供应则是另一个几乎无解的难题。淡水不仅用于工人饮用和烹饪，还是蒸汽机车和内燃机的必需消耗品。基韦斯特群岛缺乏天然淡水，钻井尝试也以失败告终。工程初期，淡水需从迈阿密用蒸汽船运输；后期则从大沼泽地或霍姆斯特德的深井取水，再用柏木水箱通过铁路平车运送。每月淡水消耗量高达450万加仑（约700车次），这些水还需通过驳船转运至马拉松以南的各个工地。

### 通车庆典与营运初期

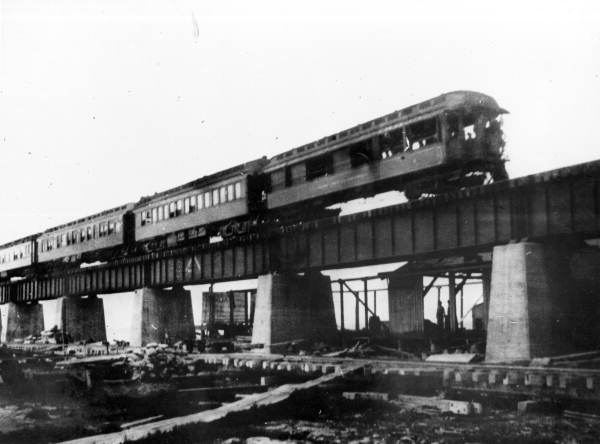
1912年1月25日，亨利·弗拉格勒乘坐私人车厢“漫步者号”经跨海铁路从基韦斯特返回迈阿密

1912年1月22日，佛罗里达跨海铁路迎来了历史性的一刻。时年82岁的亨利·弗拉格勒与妻子玛丽·莉莉·基南乘坐编号佛罗里达东海岸铁路的漫步者号列车（The Rambler）缓缓驶入基韦斯特终点站，标志着这条连接佛罗里达礁岛群与美国本土的“海上铁路”正式竣工。基韦斯特市长约瑟夫·N·福格蒂（Joseph N. Fogarty）在空前盛大的欢迎仪式上致辞，称这一天“实现了弗拉格勒先生的梦想，也开启了基韦斯特的新纪元”。整座城市沉浸在狂欢之中，通车庆典活动随即展开，包括宴会、音乐会、烟花表演和巡游，规模之大堪称基韦斯特史上之最。
次日晚上，基韦斯特海军基地举行盛大晚宴，福格蒂市长主持仪式，陆军将军罗伯特·肖·奥利弗（Robert Shaw Oliver）宣读来自总统威廉·霍华德·塔夫脱的贺信。1月24日清晨6点22分，漫步者号列车载着弗拉格勒夫妇启程北返，结束了他生平对基韦斯特的最后一次访问。当晚，杜瓦尔大街再次燃放烟花，乐队奏响欢快的乐曲，为庆典画上圆满句号。
通车后的首周，铁路便展现出巨大的商业潜力。1月26日，第一班观光列车载着123名乘客从基韦斯特出发前往长礁，往返票价仅2.6美元，开启了这条铁路的旅游时代。1月29日，金融巨头约翰·皮尔庞特·摩根（J. Pierpont Morgan）与艺术收藏家查尔斯·桑格·梅隆（Charles S. Mellon）乘坐私人车厢抵达基韦斯特，准备转乘船只前往古巴。2月8日，基韦斯特渔业公司通过铁路向纽约运送了第一批冰鲜鱼获，标志着当地海产品外销模式的变革。同年12月21日，美国总统塔夫脱专程乘火车到访基韦斯特，在巡视城市并出席欢迎午宴后，他登上美国海军舰艇前往视察巴拿马运河工程。

### 风雨飘摇的1920年代

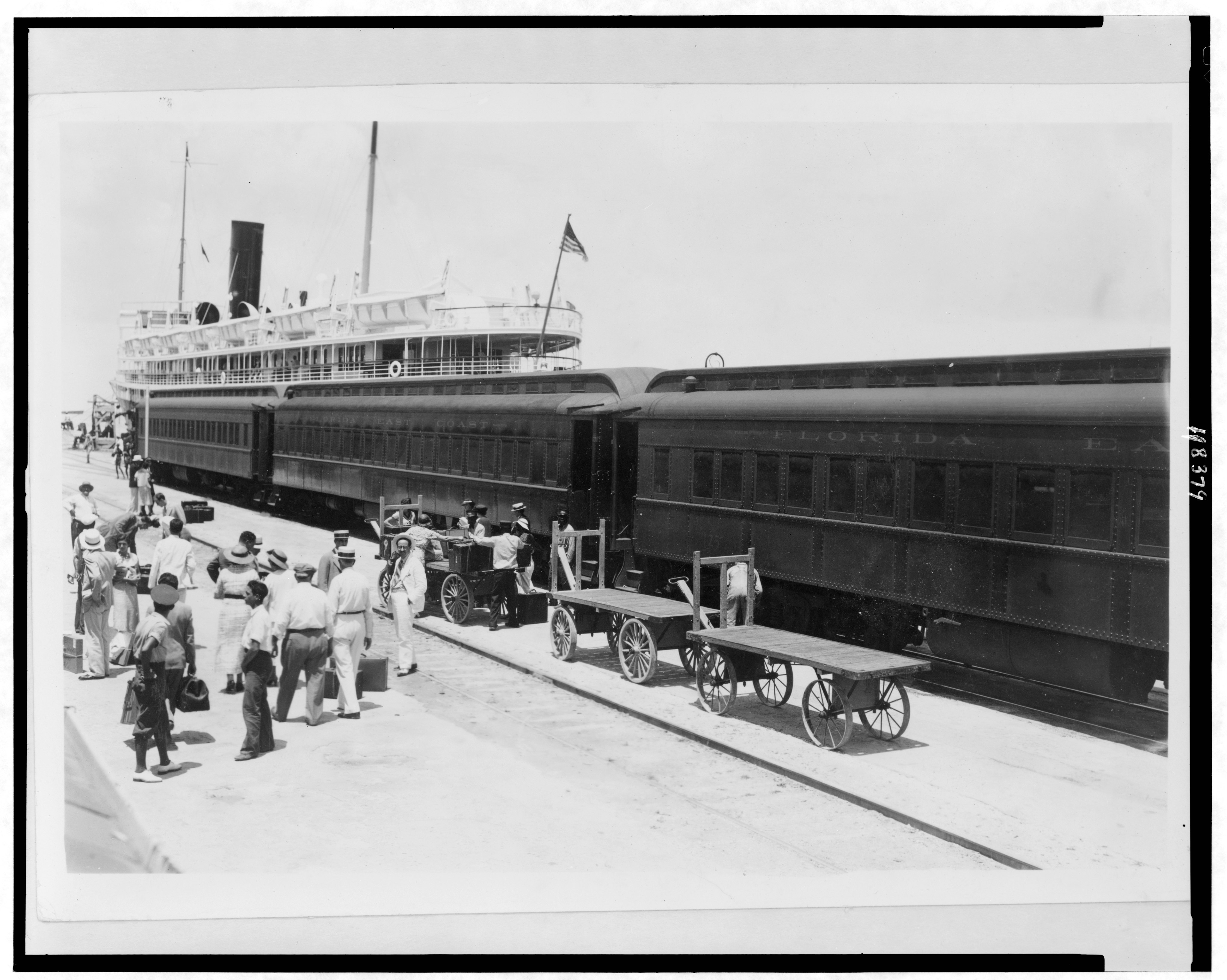
基韦斯特终点站内的旅客列车与来自古巴的轮船

1920年代的佛罗里达跨海铁路在营运过程中逐渐显露出理想与现实的落差。这条单轨铁路的货运量始终未能达到预期，巴拿马运河开通后预想中经由基韦斯特的大宗货物转运潮并未出现。日常运输大多局限于本地需求，经由铁路运输的主要货物包括煤炭、水果和建筑材料等，其中1924至1925年间曾有3500车次来自哈瓦那的菠萝经铁路转运至美国本土。最具特色的货运业务当属每周由佛罗里达半岛启程经跨海铁路行驶的罐车列车，源源不断向淡水资源匮乏的基韦斯特运送饮用水。
客运业务则呈现截然不同的景象。经济大萧条前，跨海铁路的客运服务分为本地与长途两种模式。1929年全盛时期，佛罗里达东海岸铁路的旗舰客运列车——哈瓦那特快号列车（Havana Special）提供着纽约至基韦斯特的全年无休服务（周日除外），配备舒适的座席车厢和普尔曼卧铺车厢，并与前往古巴首都哈瓦那的渡轮无缝衔接。由于部分桥梁路段限速低至15英里/小时，这段旅程充满悠闲情调——傍晚6点从基韦斯特出发的列车，要到晚上10点45分才驶离迈阿密，全程耗时四个半小时。另一班跨海号列车（Over-Sea）则专门提供往返迈阿密至基韦斯特的日间服务，上午11点05分自迈阿密出发，下午4点35分抵达基韦斯特，冬季还会加挂豪华观光车厢，成为前往群岛各钓鱼营地之度假者的首选。当时从迈阿密到哈瓦那的往返票价为24美元，基韦斯特至迈阿密的日常往返游览票仅需4.75美元，周日特惠价更降至2.5美元，亲民的价格让普罗大众也能享受铁路旅行的乐趣。
1929年经济危机的爆发彻底改变了这幅繁荣图景。大萧条导致基韦斯特半数企业倒闭，过半居民需要政府救济，曾经热闹一时的佛罗里达跨海铁路缩减至每日仅一班列车进出基韦斯特。佛罗里达东海岸铁路公司因无力支付抵押债券利息，被迫接受联邦破产法院监管，仅能维持最低限度的运营。1934年，联邦紧急救济署在基韦斯特北部的岛屿雇用失业的一战退伍军人维修铁路路基，这些穿着旧军装的工人在海风中劳作的身影，成为经济寒冬中铁路艰难求存的缩影。

### 佛罗里达跨海铁路的终结

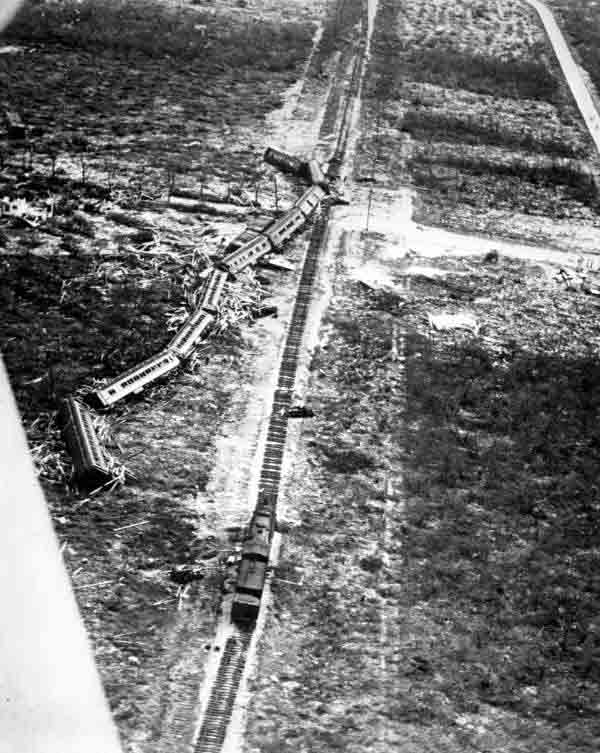
1935年劳动节飓风期间被风暴潮掀翻的列车

1935年9月2日至3日，劳动节飓风席卷佛罗里达礁岛群中部，对跨海铁路造成毁灭性破坏，这是自1912年以来首次切断了基韦斯特与大陆的直接陆路联系。这场风暴夺走了400多人的生命，其中包括为铁路工作的退伍军人。巨浪冲毁了40多英里（约64公里）的铁轨，其中两英里长的铁轨甚至被冲到了大陆海岸的赛布尔角。飓风带来的风暴潮掀翻了一列疏散工人的临时列车，仅447号蒸汽机车幸免于难，令人惊讶的是火车上的每个人都幸存。长礁钓鱼营地被彻底摧毁。飓风过后，铁路公司立刻对铁路损毁状况进行了评估，尽管大型桥梁仅受轻微损伤，但早已陷入财务困境的佛罗里达东海岸铁路公司已无力重建从霍姆斯特德到基韦斯特的铁路线。最终，佛罗里达东海岸铁路决定不再重建这条铁路，而是将部分残存的路基和桥梁出售给佛罗里达州政府。
1936年，佛罗里达东海岸铁路公司向州际商务委员会提交申请，获准放弃佛罗里达跨海铁路的剩余轨道，以便在原有铁路桥基础上修建公路。同年5月30日，华盛顿的公共工程管理局批准向跨海公路和收费桥梁区（Overseas Road and Toll Bridge District）提供360万美元贷款，用于这一改造工程。这一决定标志着跨海铁路正式退出历史舞台。同年，由佛罗里达城以南397英里标到基韦斯特以北519英里标的铁路路权、路基及桥梁被售予跨海公路和收费桥梁区，佛罗里达东海岸铁路公司则获得64万美元现金及约16万美元的退税。
1937年，铁路资产的处置工作陆续展开。4月29日，威廉·R·波特（William R. Porter）和诺伯格·汤普森（Norberg Thompson）提出以9万美元收购位于特朗博角的基韦斯特终点站，包括码头和车站场地。5月21日，联邦法官授权佛罗里达东海岸铁路公司的接管人将基韦斯特终点站以14.6万美元的价格出售给最高出价者——科勒尔盖布尔斯的S.C.安德森（S.C. Anderson）。这些交易为铁路公司的资产清算画上了句号。
1938年7月2日，从卡德湾到基韦斯特的跨海公路正式开通，重新建立了大陆与基韦斯特之间的直接陆路联系。这条公路充分利用了原铁路的路基和桥梁等基础设施，成为1号美国国道（从基韦斯特一直延伸到缅因州肯特堡）的重要组成部分。在1980年代，许多原有桥梁被新桥取代，但仍有部分混凝土桥梁被保留下来，改造成钓鱼码头和名为佛罗里达礁岛群跨海遗产步道（Florida Keys Overseas Heritage Trail）的步行路径。1979年，这条具有历史意义的佛罗里达跨海铁路遗迹被列入美国国家史迹名录，正式的项目登录名称为“跨海公路及铁路桥”（Overseas Highway and Railway Bridges）。

## 主要工程

### 长礁大桥
长礁大桥（Long Key Viaduct）是佛罗里达跨海铁路建设的第一座大型桥梁，也是整个工程中最具挑战性的项目之一。这座钢筋混凝土结构最初由180个50英尺跨度的拱桥组成，后来增加了42个35英尺的拱桥，总长度达到2.15英里（约11,958英尺）。然而，1906年10月的一场猛烈飓风几乎摧毁了施工中的桥梁，导致大量设备损毁，一艘居住着150名工人的驳船被巨浪吹翻，约100人丧生。这场灾难促使工程团队改进技术，最终完成了这座桥梁。长礁大桥的建设经验为后续工程提供了宝贵的技术积累，尤其是如何在飓风频发的海域确保结构的稳固性。

### 七哩桥
七哩桥（Seven-Mile Bridge）是佛罗里达跨海铁路最长、最昂贵的结构，全长约11公里，由335个80英尺和60英尺的钢梁桥段、1.75英里的混凝土高架桥（含210个53英尺拱桥）以及一座253英尺的可开启钓桥组成。这座桥的桥墩数量达到546个，远超当时世界上任何其他桥梁。施工期间，1909年和1910年的两场飓风严重破坏了浮动作业设备，甚至将未固定的钢梁桥段吹入海中。然而，工程师们凭借顽强的毅力，最终在1912年完成了这一杰作。

### 巴伊亚宏达大桥
巴伊亚宏达大桥（Bahia Honda Bridge）连接巴伊亚宏达礁和西班牙港礁，全长5,055英尺。由于此处航道低潮时水深达24英尺，是整条铁路路线中水位最深的区域，工程师采用了独特的“穿式桁架”（through truss）设计，使桥墩间距得以扩大，减少了对海床地基的依赖。这座桥包含13个138英尺和13个186英尺的桁架跨，以及一个247英尺的主跨和9个80英尺的板梁跨。

### 基韦斯特终点站
基韦斯特终点站（Key West Terminal）的建设是一项规模庞大的填海工程。为了创造足够的陆地空间，铁路公司通过疏浚填海造地240英亩，移动了数百万立方码的土石，并建造了数千英尺的挡土墙。当时，美国海军一度以未来可能需要该区域进行靶场训练为由试图阻止工程，但铁路公司向军方承诺如需使用可将淤泥回填。最终建成的基韦斯特终点站包括一座1,700英尺长、134英尺宽的永久性码头，可停靠大型远洋船只。此外，铁路公司还修建了轮渡栈道，使火车车厢能够直接装载到铁路轮渡上，跨越90英里海域运往古巴哈瓦那。这项服务于1915年1月8日开通，一直营运到1935年劳动节飓风来袭。